# 가입전신

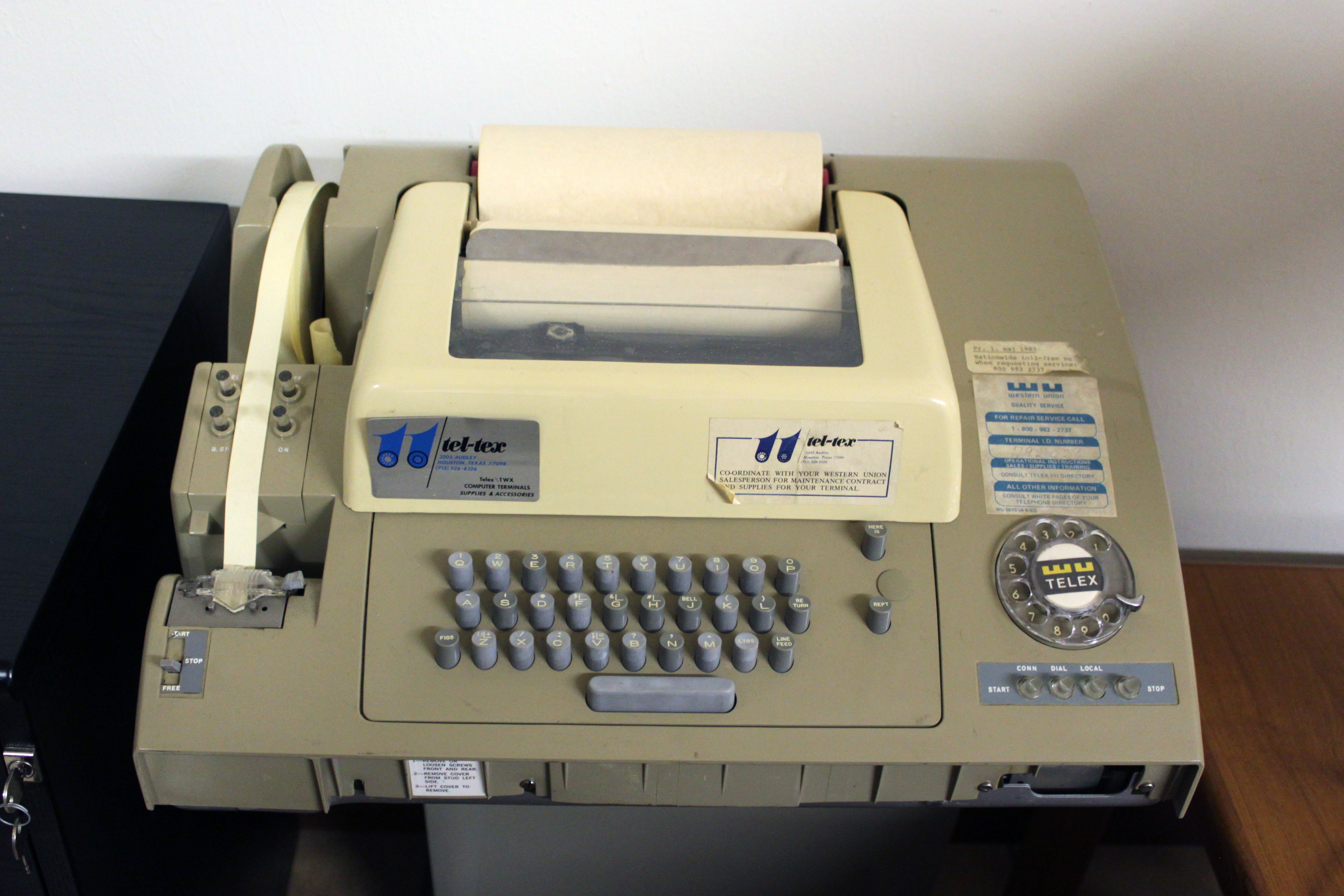
가입전신 서비스용 32식 전신타자기.

가입전신(加入電信, telex 텔렉스[*])은 전신타자기들을 공중교환전화망처럼 연결해서 텍스트 기반 메시지를 주고받는 것이다. 제2차 세계대전 이후 냉전기 상반기에 사업용 전자통신을 지배한 방식이었다. 1980년대에 팩시밀리가 등장하면서 쇠퇴하였다.
가입전신이란 전신타자기 기종이나 기계를 말하는 것이 아니라 네트워크를 말하는 것이다. 전신타자기는 전보에서 파생된 기술이며, 전보가 그렇듯이 디지털 신호를 사용한다. 즉 사전에 정의된 전류 준위가 존재하거나 부재하거나로 신호를 표현한다. 이것이 변동하는 전압을 주파수 정보로 코딩하는 아날로그 시스템인 전화와의 가장 큰 차이다. 그래서 가입전신망은 전화망과 완전히 분리되어 있으며, 전화번호에 대응하는 "텔렉스 번호"가 따로 있을 수밖에 없다.
가입전신은 국제전기통신연합에서 규정한 표준과 운용 기준에 따라 마련된 최초의 국제공동통신매체였고, 가입전신 네트워크에 접속된 사람은 누구나 전세계 아무 곳의 다른 접속자와 전갈을 주고받을 수 있었다. 절약을 위해 가입전신은 천공 테이프를 사용하여 분당 약 66단어를 전송할 수 있었다.

## 같이 보기
- 도트 매트릭스 프린터
- 모스 부호
- 전보
- 텍스트 메시징